# Chaleponcus discalceatus
Chaleponcus discalceatus är en mångfotingart som först beskrevs av Carl Graf Attems 1934.  Chaleponcus discalceatus ingår i släktet Chaleponcus och familjen Odontopygidae. Inga underarter finns listade i Catalogue of Life.